# Vauhallan
Vauhallan je město v jihozápadní části metropolitní oblasti Paříže ve Francii v departmentu Essonne a regionu Île-de-France. Od centra Paříže je vzdálené 27 km.

## Sousední obce
Vauhallan sousedí se Saclay, Bièvres, Igny a Palaiseau.

## Vývoj počtu obyvatel
Počet obyvatel

## Osobnosti obce
- Jeanne Darlays, operní pěvkyně, která zde zemřela

## Památky
- opatství Saint-Louis-du-Temple de Vauhallan